# Карл Попер
Сер Карл Рејмунд Попер био је британски филозоф аустријско-јеврејског порекла. Рођен је 1902. године у Бечу, а преминуо је 1994. у Лондону. Дао је велике доприносе филозофији науке (критика индуктивизма, опсервационизма и позитивизма; хипотетичко-дедуктивни метод; фалсификационизам; еволуциона епистемологија; Поперов експеримент) и филозофији политике (концепт и критика историцизма; отворено друштво; друштвени инжењеринг), а бавио се и филозофијом духа и социјалном филозофијом. Сматра се оснивачем савремене филозофије науке и савремене либералне демократије.

## Хипотетичко-дедуктивни метод
Бавећи се објашњавањем природе научног знања, Попер у свом главном делу Логика научног открића критикује теорије логичких позитивиста, пре свега индуктивизам и опсервационизам.
Вративши се на Хјумово објашњење проблема индукције, Попер подсећа да индукцијом не можемо доћи до поузданог знања и да управо уопштавање, којим се служимо приликом индуктивног закључивања не гарантује да ће случајеви одређене класе које нисмо искуствено проверили, (а чињеница је да никада не можемо све случајеве искуствено проверити) одговарати ономе што смо закључили о случајевима које смо проверили. Другим речима, то што из вишегодишњег искуства знамо да после ноћи долази дан, не гарантује нам да са сигурношћу можемо тврдити да ће сутра сванути дан.
У вези са претходно реченим, произилази и критика опсервационистичког става по коме све исказе научног језика можемо свести на исказе опажања. Попер сматра да не постоје чиста посматрања, већ да је свако посматрање проткано одређеним теоријама. Самим тим, хипотезе које није могуће одмах проверити у пракси, нужне су у процесу сазнања и служе као идеје водиље. То значи да се и у научном сазнању, пре опажања мора поћи од неке претпоставке, која ће управо служити да нам укаже на нешто што ћемо у даљем процесу истраживања опажати.
Попер такође критикује пробабилизам као становиште по коме произилази да у процесу сазнања треба трагати не за извесним, тј потпуно провереним исказима или хипотезама, јер до њих не можемо доћи, него за све вероватнијим теоријама. Супротно овом становишту, Попер уводи теорију вероватноће по којој истиче да информативни садржај једног става није сразмеран логичкој вероватноћи тог става. То значи да ако имамо у потпуности вероватан став типа Сутра ће бити или неће бити земљотрес, такав став неће бити користан у процесу научног истраживања, с обзиром на то да помоћу њега нећемо добити никакво корисно сазнање о свету око нас. Уколико је смисао научног истраживања да дође до нових сазнања о свету и човеку, Попер истиче да ће онда за научно истраживање бити корисније што више невероватне односно смеле теорије и да их не треба тек тако одбацити као неосноване. Из искуства великих научника можемо видети да то заиста јесте случај, као и да је то пут ка новим научним открићима.
Хипотетичко-дедуктивни метод, који Попер уводи као алтернативу теоријама логичких позитивиста, показује да природа људског сазнања није кумулативна и да се не може говорити ни о каквом равномерном расту знања, где ће нове теорије да се надовезују на старе и само да их проширују. Примери из научне праксе нам показују супротно, да управо нове теорије логички противрече претходним и да их на тај начин у потпуности или делимично побијају. Из тог разлога можемо закључити да је читаво људско знање хипотетичког карактера. Оног момента када пронађемо потврду у пракси да неко правило не одговара одређеној појави, онда долази до тога да правило које је дедуктивним начином закључивања било постављено, сада мора бити одбачено. У томе се огледа суштина хипотетичко- дедуктивног метода у научном истраживању.
У том контексту, Попер наглашава да је управо могућност оповргавања, тј не трагање за извесним, него за лажним (оповргљивим) хипотезама, критеријум њихове научности. Покушај оповргавања научне хипотезе заправо представља прави пут до нових научних открића. Дужност научника је да трага за смелим хипотезама и на тај начин проширује људско сазнање, а смисао науке није у томе да нам да потпуно извесне одговоре о свету који нас окружује и да стави тачку на своја учења, него да непрестано поставља испред себе нова питања и трага за њиховим одговорима.

## Главна дела
- Логика научног метода (1934)
- Отворено друштво и његови непријатељи (1945)
- Беда историцизма (1957)
- Претпоставке и побијања - раст научног сазнања (1963)
- Објективно знање - еволуционистички приступ (1972)
- Потрага без краја (1976)
- Сопство и његов мозак - аргумент за интеракционизам (1977), са физиологом Џ. Еклсом
- Отворени Универзум - аргумент за индетерминизам (1982)